# Берестянка бліда
Берестя́нка бліда (Iduna pallida) — птах родини очеретянкових. Поширена головним чином у субтропічному поясі Євразії. В Україні — гніздовий, перелітний вид.

## Опис

### Морфологічні ознаки
Птах менший за горобця. Маса тіла 10-13 г, довжина тіла близько 13 см. Верх бурувато-сірий; низ білуватий; махові і стернові пера бурі, зі світлою облямівкою; дзьоб зверху буруватий, знизу світло-вохристий; ноги сірі.
Від очеретянок відрізняється однотонним бурувато-сірим верхом, від звичайної берестянки — відсутністю жовтого кольору в оперенні; від малої берестянки за зовнішнім виглядом відрізнити дуже складно, відрізняється лише піснею.

### Звуки
Пісня нагадує пісню ставкової очеретянки, але монотонніша; поклик — коротке «чек».

## Мінливість
Мінливість проявляється у варіюванні відтінків забарвлення верхньої сторони тіла, загальних розмірів і розмірів дзьоба.
Виділяють 5 підвидів: I. p. alulensis  (Ash, D. J. Pearson & Bensch, 2005), I. p. elaeica (A. Lindermayer, 1843), I. p. laeneni (Niethammer, 1955), I. p. pallida (Hemprich & Ehrenberg, 1833), I. p. reiseri (Hilgert, 1908).

## Поширення
Берестянка бліда гніздиться в Північній Африці, на південному сході Європи, на частині Аравійського півострова та в Центральній Азії. Райони зимівель розташовані в Африці на південь від Сахари.
В Україні поширена в придунайському регіоні.

## Чисельність
Розмір світової популяції точно не відомий, орієнтовно його оцінюють у 21,7—43,6 млн дорослих особин. В Європі гніздиться 3,26—6,56 млн пар, що становить близько 30 % світової популяції. Чисельність є стабільною.

## Місця існування
Птахи віддають перевагу заростям дерев і високих кущів у різноманітних біотопах: садах, парках, прирічкових лісах, вздовж озер, часто серед тополь (Populus), також у посадках молодих сосен (Pinus). Вид також знайдено серед заростей дуба (Quercus), троянд (Rosa), жарновця (Cytisus), акації (Acacia) тощо. Берестянка бліда тяжіє до місцин із присутністю будь-якої високої рослинності, часто поблизу водойм, завжди у фрагментованих заростях дерев, а не в дрімучих лісах. Іноді може оселятись поблизу людських поселень.
На півдні України зустрічається головним чином серед заростей маслинки у приморських районах.

## Річний цикл

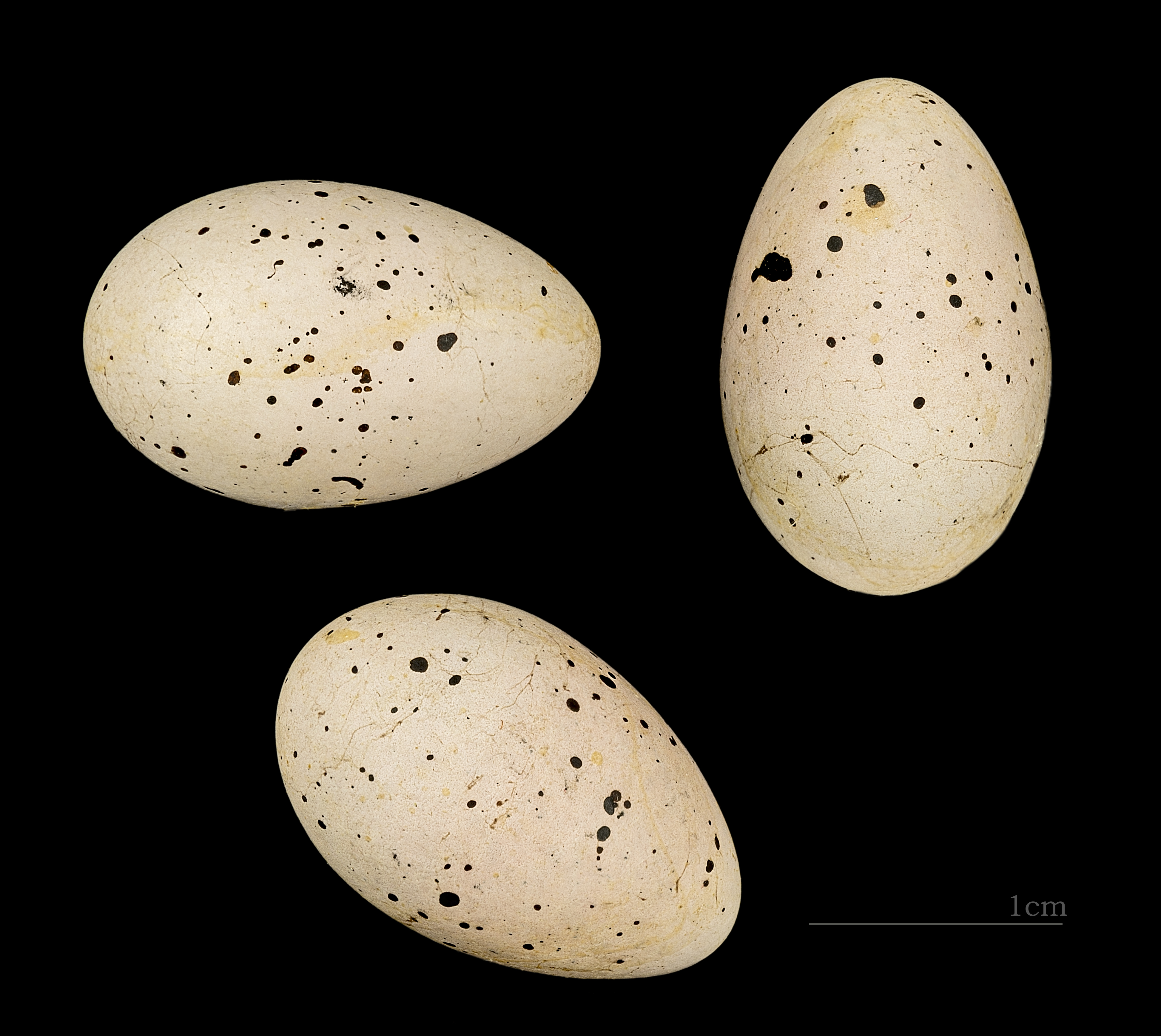
Яйця в оологічній колекції

Період гніздування триває протягом травня — червня. Під час шлюбного періоду співаючий самець злітає під кутом вгору, після чого по похилій траєкторії спускається донизу. Гніздо подібне до звичайної берестянки — міцна чашоподібна споруда з рослинних стебел та голок, облицьована рослинним пухом. Гніздо розміщується в розгалуженні гілки на висоті 0,5—2 м від землі, часто на тамариксі. Кладка складається з 3-5 яєць. Пташенята вилуплюються за 11-13 днів. Насиджує виключно самка, але годують малюків обидвоє батьків. Виліт з гнізда за 11-15 днів після появи на світ. На півночі ареалу одна кладка за сезон, на півдні — дві. В останньому випадку молоді птахи стають самостійними в серпні.
Північні популяції є перелітними дальніми мігрантами — зимують в Африці та локально на південному заході Аравійського півострова. Берестянки, що гніздяться на Півночі Африки, зиму проводять на південь від Сахари або в Судані та Еритреї. Південні популяції, ймовірно, осілі або здійснюють переміщення на невеликі відстані.

## Живлення
Раціон складається головним чином з безхребетних (комахи, павуки), яких птахи збирають з листя та гілок у кронах дерев. Наприкінці літа також споживають деякі фрукти.

## Охорона
Берестянку бліду занесено до Додатку ІІ Боннської конвенції та Додатку ІІ Бернської конвенції. Для збереження популяції необхідно підтримувати традиційне сільське господарство з низьким рівнем інтенсивності, а також зберігати місця існування.